# Liste der denkmalgeschützten Objekte in Oberndorf in Tirol
Die Liste der denkmalgeschützten Objekte in Oberndorf in Tirol enthält die denkmalgeschützten, unbeweglichen Objekte der Gemeinde Oberndorf in Tirol.

## Denkmäler
| Foto |                 | Denkmal                                                                                     | Standort                                           | Beschreibung | Metadaten |
| ---- | --------------- | ------------------------------------------------------------------------------------------- | -------------------------------------------------- | --- | --- |
| ja   | Datei hochladen | Kriegerdenkmal HERIS-ID: 58921 Objekt-ID: 69810 TKK: 14686                                  | bei Bahnhofstraße 5 Standort KG: Oberndorf         | Das Kriegerdenkmal wurde 1921 von Leopold Seeber geschaffen. Es besteht aus einem Sockel mit darüberliegendem Lorbeerkranz und einer sich verjüngenden Steinstele, die von einem Adler mit angelegten Schwingen bekrönt wird. Westseitig am Sockel eine Rollwerkkartusche mit Inschrift, an der Stele Kreuz und Christusrelief. An den restlichen Seiten von Sockel und Stele Namenstafeln. | BDA-Hist.: Q38085214 Status: § 2a Stand der BDA-Liste: 2025-06-30 Name: Kriegerdenkmal GstNr.: 5916                                                                                            |
| ja   | Datei hochladen | Kath. Pfarrkirche hll. Philippus und Jakobus HERIS-ID: 55750 Objekt-ID: 64572 TKK: 14284    | neben Josef-Hager-Straße 17 Standort KG: Oberndorf | Die Kirche wurde urkundlich 1422 erwähnt, ein Turmbau urkundlich 1675, der Kirchenneubau erfolgte 1733/1734 nach Plänen von Jakob Singer. Die Westfassade ist durch genutete Lisenen gestaltet, darauf sitzt ein geknickter Glockenbogenblendgiebel mit einem steinernen Kreuz oben, in der Mitte eine Nische mit einer Statue der hl. Barbara, beidseitig zwei rundbogige Fenster. Die niedrige Vorhalle trägt ein Mansardwalmdach und hat ein rundbogiges Portal. Das Langhaus ist dreijochig und hat je drei hohe, rundbogige Fenster an den Traufseiten. Es ist sowohl an Stirn- als auch an Traufseiten durch Putzfelder und -faschen gegliedert und ist mit einem über dem Chor abgewalmten Satteldach versehen. Der einjochige, rund schließende, leicht eingezogene Chor hat eine Nische mit Kreuz, ein querovales Fenster im Scheitel und ein Rundbogenfenster, darüber blinde Kreisfenster. An seiner Südseite ist die zweigeschoßige Sakristei unter einem Walmdach angebaut, an seiner Nordseite der Turm. Die Erdgeschoßfenster des Turmes sind mit Steingewänden umfasst, über den großen hochrechteckigen Schallfenstern prangen die Ziffernblätter, gesprengte geschweifte Giebeln und dann ein niedriger Achteck-Aufbau mit hochovalen Fenstern und ein Zwiebelhelm mit Laterne. Langhaus und Chor schließen mit einem Tonnengewölbe mit Stichkappen ab und werden durch einen rundbogigen Fronbogen verbunden. Im Westjoch steht eine Holzempore mit Putzfeldern auf gedrehten Stützen, im Chor zwei vorschwingende Seitenemporen. Die Türen zu Sakristei und Turmerdgeschoß sind barock. Die reichen Laub-Bandlwerk-Stuckaturen an den Gewölben und als Fensterbekrönung stammen von Hans Singer aus dem Jahr 1734, aus selben Jahr die Freskenmedaillons von Benedikt Faistenberger. | BDA-Hist.: Q38067672 Status: § 2a Stand der BDA-Liste: 2025-06-30 Name: Kath. Pfarrkirche hll. Philippus und Jakobus GstNr.: .495 Pfarrkirche Sankt Philippus und Jakobus (Oberndorf in Tirol) |
| ja   | Datei hochladen | Römer-Marterl, Römer-Stoa HERIS-ID: 58922 Objekt-ID: 69811 TKK: 14684                       | bei Josef-Hager-Straße 15 Standort KG: Oberndorf   | Der gotische Bildstock mit gefastem Schaft ist mit 1484 bezeichnet und hat einen tabernakelartigen Aufsatz, darüber ein bekrönendes eisernes Caravaca-Kreuz. Am Schaft befindet sich eine hochrechteckige Nische. Der Aufsatz hat Giebeln über den dreieckig schließenden Bildfeldern, in denen sich Darstellungen der hll. Johannes, Barbara, Leonhard, Philipp und Jakob von Walter Honeder aus dem Jahr 1961 befinden. | BDA-Hist.: Q38085226 Status: § 2a Stand der BDA-Liste: 2025-06-30 Name: Römer-Marterl, Römer-Stoa GstNr.: 6067                                                                                 |
| ja   | Datei hochladen | Kapelle hl. Johannes Nepomuk, Rerobichl-Kapelle HERIS-ID: 40018 Objekt-ID: 39892 TKK: 14671 | Rerobichlstraße Standort KG: Oberndorf             | Die große, zweijochige, gemauerte Kapelle mit umlaufenden Sockel, eingezogener Rundapsis und mit Holzschindeln gedecktem Satteldach, das über der Apsis abgewalmt ist, wurde 1732 nach Plänen von Jakob Singer errichtet und 1959 sowie 1993 restauriert. An Stirnseite hat sie ein korbbogiges Portal, im Giebelfeld ein großes Kreisfenster und darüber einen mit Holzschindeln gedeckten Glockenerker. An den Traufseiten öffnen sich je zwei rundbogige Fenster mit Eisengittern. Portal und Fenster sind jeweils durch Putzfaschen akzentuiert. Im Inneren tragen Pilaster ein umlaufendes, doppeltes Gesims, darüber ein Tonnengewölbe mit Stichkappen, die mit Laub- und Bandlwerk stuckiert sind. Die Gewölbemalereien stammen von Simon Benedikt Faistenberger (1695–1759) und zeigen die Folter des hl. Johannes Nepomuk, die Glorie des Heiligen, und in der Apsis Gottvater. Der Chor ist durch ein Eisengitter verschlossen. Anmerkung: Identadresse: Kaiserweg | BDA-Hist.: Q37992184 Status: Bescheid Stand der BDA-Liste: 2025-06-30 Name: Kapelle hl. Johannes Nepomuk, Rerobichl-Kapelle GstNr.: .839 Rerobichl-Kapelle (Oberndorf in Tirol)                |
| BW   | Datei hochladen | Ensmannbauer-Kreuz HERIS-ID: 76663 Objekt-ID: 90252 TKK: 14676                              | bei Römerweg 31 Standort KG: Oberndorf             | Das Wegkreuz mit Bretterkasten, Corpus im Dreinageltypus, das Lendentuch breit um die Hüfte geschlungen, stammt vermutlich aus der ersten Hälfte des 19. Jahrhunderts. Zweizeiliger Titulus. | BDA-Hist.: Q38145124 Status: § 2a Stand der BDA-Liste: 2025-06-30 Name: Ensmannbauer-Kreuz GstNr.: 5968/1                                                                                      |